# Team Picnic PostNL (vrouwenwielerploeg)/2025
Deze pagina geeft een overzicht van de Nederlandse vrouwenwielerploeg Team Picnic PostNL in 2025.

## Algemeen
Sponsor: Picnic, PostNL
Algemeen manager: Iwan Spekenbrink
Teammanager: Rudi Kemna
Ploegleiders: Asbjørn Kragh Andersen, Roy Curvers, Callum Ferguson, Christian Guiberteau, Dariusz Kapidura, Bennie Lambregts, Pim Ligthart, Luke Roberts, Albert Timmer, Hans Timmermans, Joey van Rhee, Melvin Rullière, Philip West, Ben Widdershoven, Matthew Winston
Fietsmerk: Lapierre

## Renners

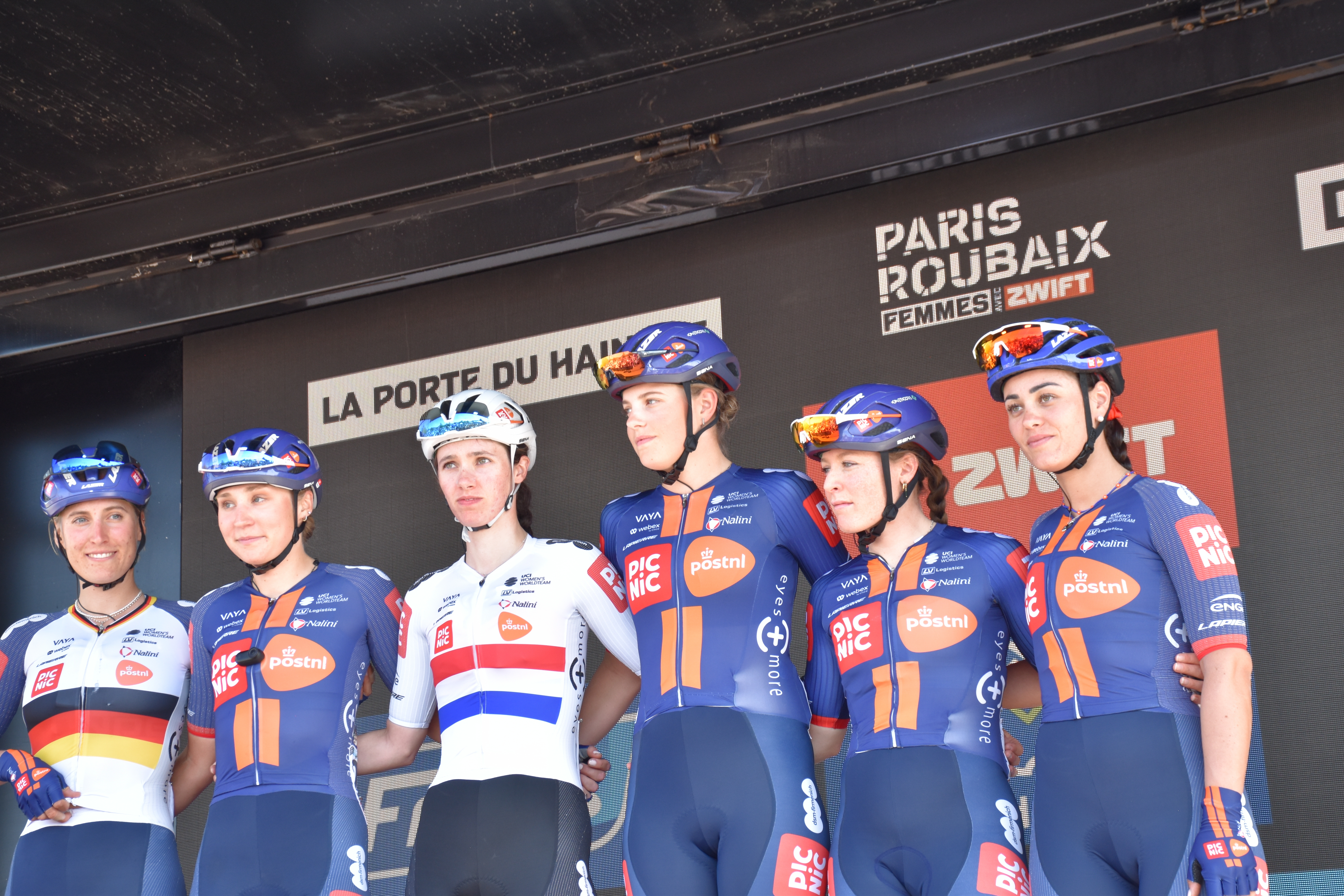
Het team in Parijs-Roubaix 2025.

| Naam              | Geboortedatum | Nationaliteit       | Ploeg 2024            |
| ----------------- | ------------- | ------------------- | --------------------- |
| Silje Bader       | 24-09-2005    | Nederland           |                       |
| Francesca Barale  | 29-04-2003    | Italië              |                       |
| Rachele Barbieri  | 21-02-1997    | Italië              |                       |
| Marta Cavalli     | 18-03-1998    | Italië              | FDJ-SUEZ              |
| Eleonora Ciabocco | 04-03-2004    | Italië              |                       |
| Pfeiffer Georgi   | 27-09-2000    | Verenigd Koninkrijk |                       |
| Ella Heremans     | 28-03-2006    | België              | AG Insurance-NXTG U19 |
| Megan Jastrab     | 29-02-2002    | Verenigde Staten    |                       |
| Franziska Koch    | 13-07-2000    | Duitsland           |                       |
| Charlotte Kool    | 06-05-1999    | Nederland           |                       |
| Juliana Londoño   | 14-01-2005    | Colombia            | WCC Team              |
| Josie Nelson      | 08-04-2002    | Verenigd Koninkrijk |                       |
| Esmée Peperkamp   | 23-07-1997    | Nederland           |                       |
| Mara Roldan       | 07-04-2004    | Canada              | Cynisca Cycling       |
| Abi Smith         | 01-04-2002    | Verenigd Koninkrijk |                       |
| Becky Storrie     | 27-09-1998    | Verenigd Koninkrijk |                       |
| Elise Uijen       | 23-06-2003    | Nederland           |                       |
| Nienke Vinke      | 22-06-2004    | Nederland           |                       |

### Vertrokken
| Naam                | Geboortedatum | Nationaliteit | Ploeg 2025                     |
| ------------------- | ------------- | ------------- | ------------------------------ |
| Daniek Hengeveld    | 17-11-2002    | Nederland     | CERATIZIT-WNT Pro Cycling Team |
| Juliette Labous     | 04-11-1998    | Frankrijk     | FDJ-SUEZ                       |
| Anna van der Meiden | 20-06-2004    | Nederland     | Wielervereniging Schijndel     |
| Maeve Plouffe       | 08-07-1999    | Australië     | Hess Cycling Team              |
| Églantine Rayer     | 12-06-2004    | Frankrijk     | FDJ-SUEZ                       |

## Overwinningen
| Nationale kampioenschappen wielrennen Colombia - weg: Juliana Londoño Duitsland - weg: Franziska Koch Pan-Amerikaanse kampioen-wegJuliana Londoño Tour Down Under Jongerenklassement: Eleonora Ciabocco Wielerweek van Valencia Jongerenklassement: Eleonora Ciabocco | Ronde van Burgos Jongerenklassement: Nienke Vinke Ronde van Groot-Brittannië 2e etappe: Mara Roldan Baloise Ladies Tour 1e etappe: Charlotte Kool Ronde van Frankrijk Jongerenklassement: Nienke Vinke |  |

Mannen: 1999 · 2000 · 2001 · 2002 · 2003 · 2004 · 2005 · 2006 · 2007 · 2008 · 2009 · 2010 · 2011 · 2012 · 2013 · 2014 · 2015 · 2016 · 2017 · 2018 · 2019 · 2020 · 2021 · 2022 · 2023 · 2024 · 2025
Vrouwen: 2011 · 2012 · 2013 · 2014 · 2015 · 2016 · 2017 · 2018 · 2019 · 2020 · 2021 · 2022 · 2023 · 2024 · 2025
AG Insurance-Soudal · Canyon//SRAM zondacrypto  · Ceratizit-WNT Pro Cycling · FDJ-SUEZ · Fenix-Deceuninck · Human Powered Health · Lidl-Trek · Liv AlUla Jayco · Movistar · Roland · Team Picnic PostNL · SD Worx-Protime · Team Visma|Lease a Bike · UAE Team ADQ · Uno-X Mobility